# Lev Navrozov
Lev Navrozov, em russo:  Лев Наврозов; (Moscou, 26 de novembro de 1928 – Brooklyn, Nova Iorque, 22 de janeiro de 2017) foi um escritor, historiador e polemista russo, pai do poeta Andrei Navrozov. Foi um importante crítico do totalitarismo socialista, da atual cúpula governante da Rússia e do governo da República Popular da China.
Morreu em 22 de janeiro de 2017, aos 88 anos.